# Statsfeminism
Statsfeminism är ett benämning på statlig politik som officiellt arbetar för genomföra feministiska mål. Det handlar ofta om att minska den upplevda maktklyftan mellan kvinnor och män samt att motverka våld och andra hot mot kvinnor som grupp. Ibland görs en koppling mellan statsfeminism och radikalfeminism, och i exempelvis Sverige har socialdemokratiskt dominerade regeringar sedan 1990-talet prioriterat kampen mot könsdiskriminering, sexbranschen och våld mot kvinnor. Under 2010-talet exporterade Sverige både den svenska sexköpslagen och en feministisk utrikespolitik till andra länder.

## Historik
I olika västländer har statliga, regionala och kommunala institutioner alltsedan 1960-talet varit medvetna om betydelsen av jämställdhetsarbete för att utjämna ojämställda förhållanden mellan kvinnors och mäns liv. Detta medvetande och arbete kallas ibland statsfeminism. Liknande ambitioner fanns redan hos politiska företrädare i Sverige på 1940-talet.
Den norska genusforskaren och statsvetaren Helga Hernes definierade 1988 begreppet som "feminism uppifrån i form av jämställdhet mellan könen och socialpolitiska åtgärder, samt en feminisering av yrken som är relevanta ur ett välfärdsstatligt perspektiv". I Socialdemokratiska studentförbundets debattidskrift Libertas definierar Katrine Kielos (2005) statsfeminism enligt följande: "När statliga organ och myndigheter bedriver feministiskt förändringsarbete med reformer och lagstiftning." Detta år röstade Sveriges riksdag igenom ett förstärkt lagskydd mot könsdiskriminering.

### Partipolitik
Olika typer av feministiska intressegrupper har tagit olika ställning till detta statsstyrda arbete. Ofta har radikalfeministiska aktivister velat hålla en distans till den officiella politiken, i en vilja att bevara sin handlingsfrihet och en osäkerhet kring statens genuina intresse för en radikal reformpolitik. En sådan distans har exempelvis sedan 1980-talet varit tydlig i Spanien, där PSOE under de senaste decennierna verkat för en allt tydligare feministisk politik. Även i andra länder har socialdemokratiska partier ofta gått i bräschen för statlig feministisk politik, inklusive i Australien, Sverige, Norge, Danmark och Nederländerna. Forskning har visat att socialdemokratiska partier ger högre prioritet åt jämställdhetspolitik än borgerliga partier, och de är mer benägna att gynna svaga grupper genom positiv särbehandling. I den ofta offentligt drivna universitetsvärlden har feministiska tankar och politik med tiden vunnit allt större insteg.
Den feministiska rörelsen blev i allmänhet mindre radikal under åren fram till millennieskiftet. Intresseskillnader mellan olika grupper och kategorier av kvinnor har blivit tydligare, och i början av nollnolltalet var det ofta endast frågor som abort och mäns våld mot kvinnor som kunde mobilisera större grupper av feministiska aktivister.

### Utrikespolitik
2014 lanserade den röd-gröna svenska regeringen – som "det första landet i världen" – begreppet feministisk utrikespolitik. Hädanefter försågs svenska myndigheter, ambassader, stöd- och handelsinsatser i utlandet med feministiska riktlinjer, där satsningar för att prioritera insatser som främjande kvinnor skulle prioriteteras. I praktiken var denna utrikespolitik mestadels stödd på liberalfeministiska tankar omkring kvinnors möjligheter och friheter. Parallellt arbetar den svenska jämställdhetsmyndigheten ofta tydligt enligt radikalfeministiska teorier, inklusive i sin syn på könsmaktsordningen och de olika delar av samhället – inklusive sexbranschen – som ansetts vidmakthålla denna bristande jämställdhet. Statliga politiska insatser har under 2010-talet gjorts för att exempelvis sprida den svenska sexköpslagen till andra länder, som del av ett målmedvetet arbete för att minska "mäns våld mot kvinnor".
En liberalfeministiskt präglad utrikespolitik har på senare år även införts eller testats i ett antal andra länder. Detta inkluderar Frankrike, Mexiko, Nederländerna, Spanien, Luxemburg, Tyskland, Chile och Kanada. Denna har etiketterats med ord som säkerhetsfeminism, marknadsfeminism, juridisk feminism och rättighetsbaserad feminism. Den borgerliga regeringen som tog över makten i Sverige 2022 avskaffade den feministiska utrikespolitiken till namnet, men bedömare anser trots det att de föregående åtta årens svenska regeringspolitik fortsätter ha ett visst inflytande på jämställdhetsområdet. Detta är i linje med tidigare forskning som säger att jämställdhetspolitiska ambitioner finns inbyggda det nutida EU:s jämställda kultur.

## Kritik
Statsfeministisk politik är inte okontroversiell. Den har bland annat kritiserats för att förenkla bilden av relationer mellan könen och orsaken till mänskliga beteenden. Från konservativt eller borgerligt håll har statsfeministiska ambitioner setts som del av en kollektivistisk politik som begränsar individernas valfrihet.